# Note (企業)
note株式会社（ノート、英文社名：note inc. ）は、東京都千代田区に本社を置く、デジタルコンテンツの企画、制作、配信を行う日本の企業。メディアプラットフォーム「note」などを運営する。

## 概要
2011年（平成23年）12月8日、加藤貞顕が株式会社ピースオブケイクとして設立。
2012年（平成24年）9月11日、コンテンツ配信サイト「cakes（ケイクス）」をサービス開始。2014年（平成26年）4月7日、メディアプラットフォーム「note」をサービス開始。
2020年（令和2年）4月7日付でnote株式会社へ商号変更。
note株式会社によれば、2020年5月時点で「note」は約870万件の記事があり、月間アクティブユーザー数は6,300万、一日平均投稿数は2.6万件という。
2022年（令和4年）2022年8月31日をもって「cakes」を閉鎖。「cakes」閉鎖後は「note」および同サイトの法人向け有料プラン「note pro」の運営を事業の中心としている。

## 沿革

### 株式会社ピースオブケイク
- 2011年（平成23年）12月8日：株式会社ピースオブケイクとして設立[1][3]。
- 2012年（平成24年）9月11日：コンテンツ配信サイト「cakes」サービス開始[3][10]。
- 2014年（平成26年）
  - 4月7日：メディアプラットフォーム「note」サービス開始[3]。
  - 7月：本社を第一暁ビル（渋谷区道玄坂1丁目19-9）へ移転[3]。
- 2016年（平成28年）12月：電通グループのコーポレートベンチャーキャピタル（英語版） (CVC) である電通デジタルファンド向け第三者割当増資の実施[11]。
- 2017年（平成29年）
  - 10月1日：深津貴之がCXOに就任[3][12][13]。
  - 12月：「スマート新書レーベル」を開始。
- 2018年（平成30年）
  - 4月：noteクリエイター支援プログラムを開始[3]。
  - 7月30日：日本経済新聞社と資本業務提携[14]。
  - 12月3日：外苑前へオフィスを移転[3]。
- 2019年（平成31年/令和元年）
  - 3月：法人向け有料プラン「note pro」サービス開始[3]。
  - 7月：UUUMと資本業務提携[3]。
  - 8月：テレビ東京ホールディングスと資本業務提携[3]。
  - 11月25日：「note」のドメイン名を「note.mu」から「note.com」へ移行[3][15]。
- 2020年（令和2年）2月5日：月額会費制のコミュニティやサークルを作れるクリエイター向け機能「サークル」を発表[16]。

### note株式会社
- 2020年（令和2年）4月6日：株式会社ピースオブケイクから、note株式会社へ商号変更[1][3][17]。
- 2021年（令和3年）
  - 1月：ネットショップ作成サービスを営む「BASE株式会社」[18]と資本業務提携[3]。
  - 7月8日：note株式会社、BASE株式会社、UUUM株式会社など7社により「クリエイターエコノミー協会[19]」を設立[3]。
- 2022年（令和4年）
  - 5月25日：「cakes」を同年8月31日をもって閉鎖することを発表[9]。
  - 6月16日：本社内にイベントスペース「note place」を開設[3]。
  - 7月：「note」に月額サブスクリプションサービスを作れる「メンバーシップ」を開始[3]。
  - 8月31日：同日付で「cakes」を閉鎖[9]、閉鎖後は全記事が閲覧不可となる[9]。
  - 12月：文藝春秋を引受先とする第三者割当増資を実施、資金調達と資本業務提携契約を締結[3]。
  - 12月21日：東京証券取引所グロース市場へ株式を上場[20]。
    - これに伴い、同日付でロゴデザイン、モーショングラフィックス、サウンドロゴをリニューアル[3]、新ロゴデザインは原研哉による[21]。
- 2023年（令和5年）
  - 本社を千代田区麹町の「WeWork 麹町」へ移転[3]。

## 主要株主
出典：note株式会社「会社概要」
- 日本経済新聞社[1][3]
- UUUM株式会社[1][3]
- テレビ東京ホールディングス[1][3]
- 文藝春秋[1][3][22]
- BASE株式会社[1][3]
- Google[1] - 資本業務提携によりGoogle社の生成AI「Gemini」導入[23]。

## 資本・業務提携
上記「会社概要」に記載以外のもの。いずれも、ピースオブケイク時代。
- TBSイノベーション・パートナーズ[24][25]
- 株式会社イード[26]

## 事件・不祥事

### 2020年
- 2020年8月14日、noteアカウントを保持し、2記事以上投稿したことがあるユーザーのIPアドレスが、記事詳細ページのソースコードから確認可能な状態であることが判明。同日10時40分にこの不具合を検知し、10時58分にnote全体へのアクセスを遮断。11時56分に修正対応を終え、サービスを再開した。誰でもログインユーザーのIPアドレスを確認できる状態だったことから、noteを利用する有名人のIPアドレスを「5ちゃんねる」など利用者のIPアドレスが公開されているサービスと比較し、該当IPアドレスの発言を本人とひも付けて考えるネットユーザーが多数現れ、騒動に発展した[27]。
- 2020年10月19日にcakesで公開された、写真家の幡野広志の人生相談記事でDV被害者の相談内容に対し「嘘」「大袈裟」と回答する記事を掲載したことで大きな批判を浴び炎上、後にcakes編集部および運営会社が謝罪し再発防止策を発表した[28]。さらに2021年4月26日には14歳の少女の相談に対する幡野の回答が再び批判を呼んで再度炎上、編集部の判断で記事が削除されたのち、同年5月に連載打ち切りが発表された[29][30]。
- 2020年11月11日にcakesで公開された、ライターユニットのばぃちぃの記事にて、取材対象であるホームレスに対する表現方法などが問題視され大きな批判を浴びた。そのことを受け、11月16日にcakes編集部は謝罪などはないまま記事を訂正。訂正の数時間後に、公式Twitterで追記・修正したことを公表した[31]。一連の事態を受けて、再発防止を進める一環としてcakes編集部の体制を一新したことを発表した[32]。また、文藝春秋との業務資本提携についても、再発防止において同社の出版社として長年の知見を得るためでもあるとしている[33]。
- 2020年12月9日、声優・文筆家のあさのますみが「cakesクリエイターコンテスト2020」を受賞し、cakesで連載する予定であった、友人の自殺に関するノンフィクション記事について、編集部から掲載中止になったことを発表するとともに、上記2件の不祥事を受け、また自殺をテーマにした内容であることから、編集部の対応が二転三転したことや、執筆者や取材対象者を軽視するような編集姿勢があったことを明らかにした[33][34][35]。編集部の一連の姿勢にさらなる批判が集まることになり、cakes編集部はTwitter上で謝罪、その後、あさのと話し合いを持った結果、編集部側が非を認め、あさのが提示した条件で和解することで合意し、編集部は改めてcakesのサイト上で謝罪した[36][37]。なお、あさのの著作はその後、小学館より単行本として刊行されている[38]。

### 2021年
- 2021年7月、BuzzFeed Japanの調査により、2019年からの新型コロナウイルス感染症の世界的流行に関し、科学的根拠のない誤情報や陰謀論（2019年コロナウイルス感染症流行に関連する誤情報・ワクチン忌避）が掲載された記事が、同社の配信サイト「note」で多く作成され拡散していることが指摘された[39]。ファクトチェックの結果、「ワクチン」がタイトルに含まれるシェア数トップ100記事（今年上半期）の過半数を問題性のある記事が占めていたことが明らかとなった[39]。これに対し「note」運営は、新型コロナワクチンに関する記事に「新型コロナウイルスに関係する内容の可能性がある記事です」と注意文を表示していたほか、検索エンジンに載らないようにする「noindex」「nofollow」のタグが組み込まれている記事も確認された[39]。
- 2021年8月27日現在、同社の配信サイト「note」は、Wayback Machine[注 1]とウェブ魚拓[注 2]の2箇所のウェブアーカイブからのクロールを拒否している[40]。上述のIPアドレス流出問題発生後、robots.txtに前述のウェブアーカイブサイトからのクロールを拒否する記述が追記されたとみられる[41]。このrobots.txtの記述はデジタル庁公式noteにもあり[42][43]、セキュリティ研究者の高木浩光は「国立国会図書館のクローラまで排除するようになると違法（国立国会図書館法第25条の3第2項）」と指摘している[44]。
- 2021年10月11日、「cakes」で同年10月5日に公開された「ぼくたち1週間で『18万1379円』稼ぎました！」（「高校生よ、ショーバイせよ！」第7回）という記事が、コミックマーケット同人誌の高額転売で金銭を稼ぐ活動報告であったことで炎上した[45]。同日16時40分には「配信・提供元（株式会社STOKE, HS編集部）より依頼があり、公開停止しました。」となり内容が削除され[46]、その後に記事自体が存在しない扱いとされた[47]。記事削除についてSTOKE代表の柿内芳文、DMM.comの亀山敬司会長兼CEOがそれぞれが謝罪を表明した[48][49]。